# حزب الأكسجين الأخضر
حزب الأكسجين الأخضر (بالإسبانية: Partido Verde Oxígeno)‏ كان حزبًا سياسيًا في كولومبيا تأسس عام 1998. بعد اختطاف إنجريد بيتنكور، أحد أبرز أعضائه، في عام 2002، بدأ الدعم الشعبي للحزب يتلاشى. في عام 2005، أدى الإصلاح السياسي لنظام الأحزاب الكولومبي إلى ترك الحزب بدون مشاركة، بسبب انخفاض الدعم الشعبي. استعاد الحزب وضعه القانوني في ديسمبر 2021.

## روابط خارجية
- حزب الأكسجين الأخضر (الموقع الرسمي) (بتاريخ فبراير 2005)
- ملف الخضر العالمي لحزب الأكسجين الأخضر